# 10.5 cm leFH18/40/2 auf Fgst Pz Kpfw III/IV
10.5 cm leFH18/40/2 auf Fgst Pz Kpfw III/IV (Sf) – niemiecka haubica samobieżna skonstruowana w należących do koncernu Rheinmetall-Borsig zakładach Deutsche Eisenwerke. Powstał tylko prototyp tego pojazdu.
W 1943 roku w III Rzeszy rozpoczęto testy prototypów trzech dział samobieżnych uzbrojonych w haubicę 105 mm. Celem testów było wyłonienie następcy leFH 18/2 auf Fgst PzKpfw II(Sf). Od nowego pojazdu wymagano zamocowania uzbrojenia w obrotowej wieży (kąt ostrzału równy 360°), oraz możliwości demontażu uzbrojenia z pojazdu i wykorzystania go poza pojazdem. W próbach uczestniczyły trzy konstrukcje. Rheinmetall-Borsig przedstawił do nich 10.5 cm leFH18/40/2 auf Fgst Pz Kpfw III/IV (Sf), Krupp 10.5 cm leFH 18/1 auf Waffenträger GW IV b, a Skoda pojazd wykorzystujący podwozie czołgu T-25.
Skonstruowany w należących do koncernu Rheinmetall-Borsig zakładach Deutsche Eisenwerke 10.5 cm leFH18/40/2 auf Fgst Pz Kpfw III/IV (Sf) wykorzystywał podwozie działa samobieżnego SdKfz 165 Hummel. Zamiast pancernej nadbudówki mieszczącej haubicę 150 mm na kadłubie umieszczono obracaną ręcznie, odkrytą wieżę. W wieży umieszczono pozbawioną kół haubicę holowaną 10.5 cm le.F.H.18/40. Mogła być ona w razie potrzeby wymontowana z pojazdu i po zaopatrzeniu w przewożone z tyłu pojazdu koła wykorzystana jako działo holowane.
Działo 10.5 cm leFH18/40/2 auf Fgst Pz Kpfw III/IV (Sf), podobnie jak konkurencyjne pojazdy, nie trafiło do produkcji seryjnej.